# James Weddell
James Weddell (24. srpna 1787, Ostende, Belgie – 9. září 1834, Londýn) byl britský mořeplavec a tuleňář, který podnikl celkem tři lovecké výpravy do Jižního oceánu. Poměrně skromné finanční poměry mu neumožnily dosáhnout velkého vzdělání, využíval však každou možnost ke studiu a stal se velmi schopným námořníkem a navigátorem. Kromě objevů nových končin a lovu tuleňů na svých cestách prováděl i vědecká pozorování. Pečlivě zaznamenával počasí, klimatické podmínky, změny moře, přírodopisné i etnografické poznatky.
Jeho jméno nese Weddellovo moře a Weddellův ostrov na Falklandách.

## Mládí
Jeho otcem byl skotský čalouník, žijící v Londýně. Hlásil se k presbyteriánům, zatímco jeho žena Sarah Pease pocházela ze známé kvakerské rodiny. Jamesův otec záhy po synově narození zemřel a starost o rodinu připadla na Jamesova staršího bratra Charlese. Ten proto vstoupil k Britskému královskému námořnictvu a díky němu se na moře dostal i James.
Již ve věku 9 let se James Weddell v roce 1796 nechal najmout na loď Swan, kde sloužil i bratr Charles, a zúčastnil se šestiměsíční plavby do Středomoří. Později byl svěřen do učení kapitánovi lodi, dopravující uhlí z Newcastlu. Když se však v roce 1805 plavil do Karibiku, kapitána v hádce napadl. Proto byl předán jako ze vzpoury obviněný vězeň na válečnou fregatu Rainbow a ta ho odvezla na Jamajku. Trestu smrti oběšením se vyhnul vstupem do Britského královského námořnictva, kde během napoleonských válek sloužil na různých válečných lodích (Firefly, Thalia, Hope, Avon, Espoir, Cyndus, Pactolus). Brzy začal povyšovat a vypracoval se až na kapitána. Po porážce Napoleona již nebyly potřeba tak vysoké stavy námořnictva a Weddell byl spolu s mnoha dalšími důstojníky v únoru roku 1816 propuštěn. Zůstala mu jen nízká renta, a proto se znovu vrátil k obchodování v Karibiku.

## První výprava na jih
V roce 1819 se setkal se svými budoucími zaměstnavateli a partnery. James Strachan, stavitel lodí z Leithu a pojišťovací agent James Mitchell byli vlastníky brigy Jane (160 tun), která byla postavena v 80. létech 18. století v Severní Americe. Angličané ji však v roce 1812 během Britsko-americké války zajali a poté přizpůsobili pro lov tuleňů.
James Weddell oba majitele přesvědčil, aby ho poslali jako kapitána lodi Jane na tuleňářskou výpravu na jih, ačkoliv s lovem tuleňů dosud neměl žádné zkušenosti. V té době totiž právě pronikly na veřejnost zprávy o objevu Jižních Shetland, slibující bohatá loviště a Weddell chtěl zkusit štěstí. Detaily jeho první cesty na jih jsou dochované jen fragmentárně. V roce 1820 odjel na Falklandy, kde přezimoval a během té doby prováděl různá vědecká pozorování. Odtud se vypravil na Jižní Shetlandy. V lednu 1821 se vrátil do Londýna s velkým nákladem tuleních kožešin. Úspěch výpravy přiměl majitele lodi postavit druhou loď – doprovodný kutr Beaufoy (65 tun). Navíc si mohl dovolit koupit vlastnický podíl brigy Jane.

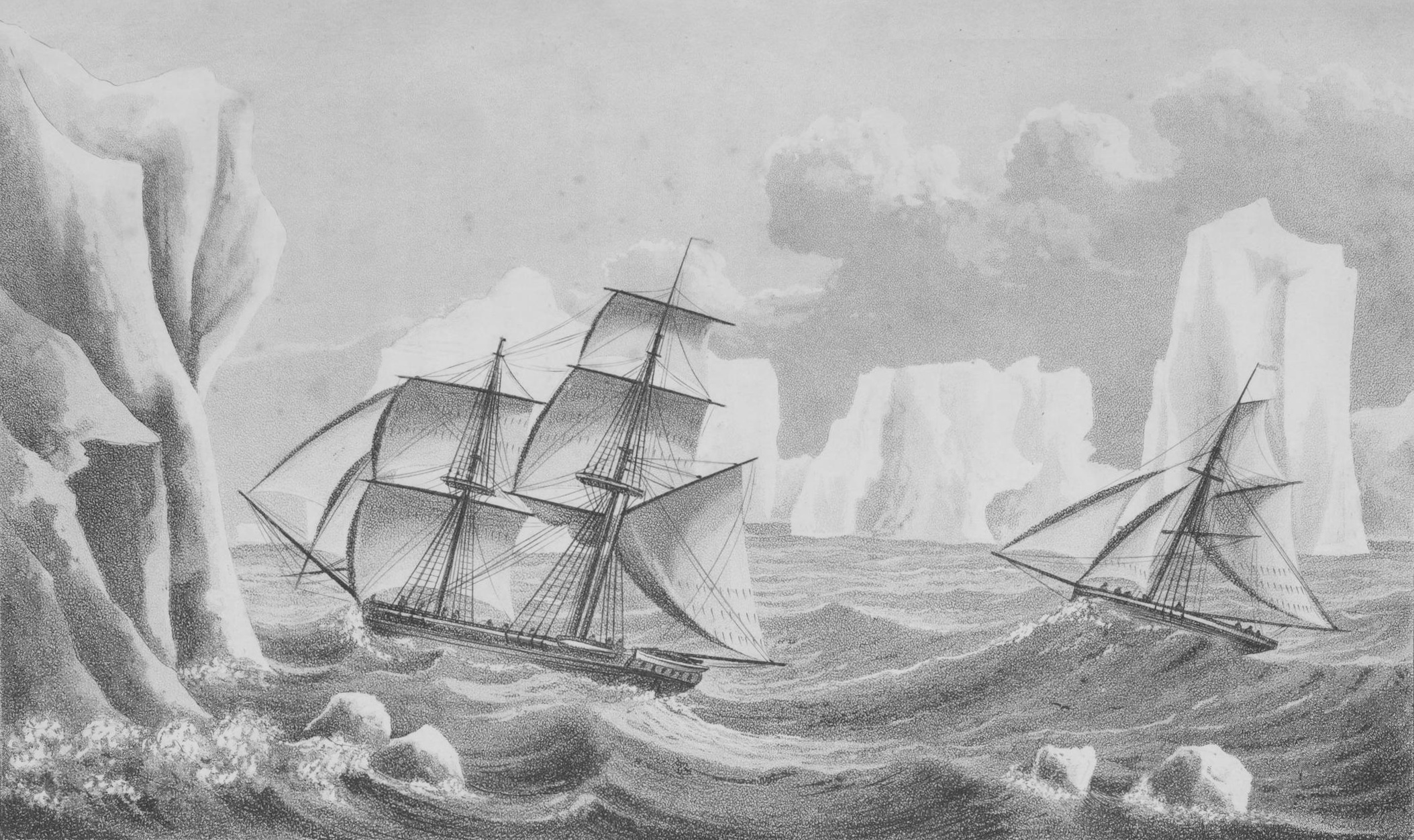
Briga Jane doprovázená malým kutrem Beaufoy

## Druhá výprava na jih
Na druhou plavbu se vydal hned v červenci roku 1821, doprovodný kutr Beaufoy řídil Michael McCleod. Koncem října 1821 dorazili na Jižní Shetlandy, ale setkali se tu s celkem asi 45 americkými a britskými výpravami. Tuleni zde byli pouhé dva roky po objevu souostroví prakticky vyhubeni. Proto se rozhodl hledat nová loviště na vlastní pěst a lodě se kvůli tomu oddělily. 11. prosince 1821 přitom zahlédli z lodi Beaufoy dosud neznámé Jižní Orkneje, které jen asi šest dní předtím objevili Nathaniel Palmer a George Powell. 22. prosince 1821 se lodi opět setkaly na Jižních Shetlandách a poté se vydaly hledali další loviště. James Weddell na lodi Jane ještě v únoru navštívil Jižní Orkneje a předběžně je zmapoval, mnoho tuleňů zde však nenašel. Koncem března roku 1822 se obě lodě opět setkaly na Jižní Georgii a vypluly zpět do Anglie, kam dorazily v červenci 1822. Úspěch nebyl tak velký jako při předchozí výpravě, ale stále ještě se vyplatilo naplánovat třetí cestu.

## Třetí výprava na jih

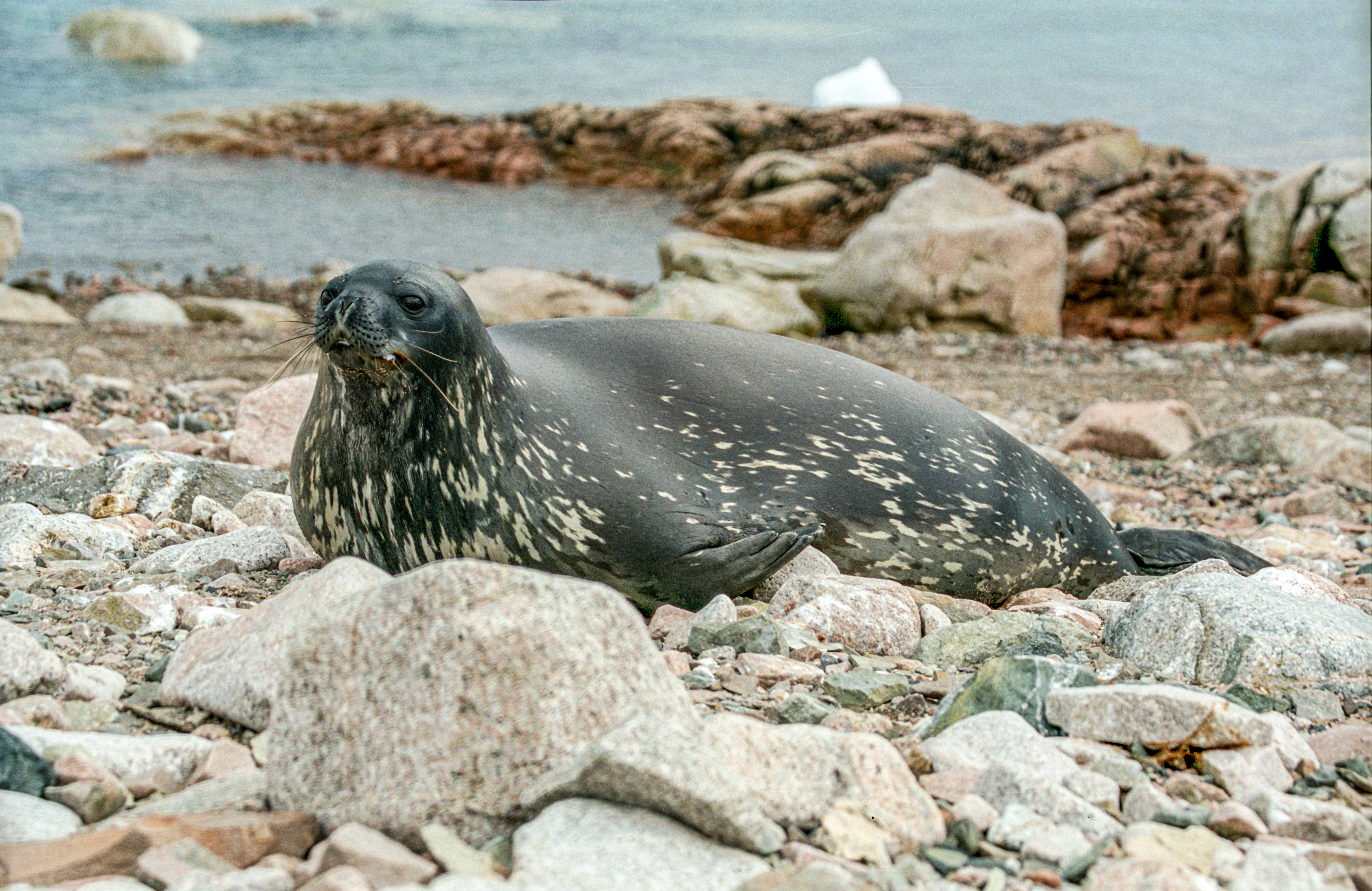
Tuleň Weddellův

Třetí výprava vyplula na jih v září roku 1822. Kapitánem doprovodné lodi Beaufoy byl tentokrát Matthew Brisbane (asi 1787 – 1833). Posádka čítala 35 osob, z toho 22 mužů se plavilo na Jane, zbylých 13 na Beaufoy. Výprava byla vybavena mnoha kvalitními přístroji a měla za cíl nejen lovit tuleně, ale také lépe prozkoumat neznámé prostory Jižního oceánu.
Lodě se hned na počátku oddělily a zatímco Jane zamířila na Madeiru, Beaufoy vyplula ke Kapverdám. 14. října 1822 se na Kapverdách opět setkaly, nabraly zásoby a 20. října 1822 vypluly přímo na jih. 7. listopadu 1822 výprava překročila rovník, přitom ale Jane začala nabírat vodu a musela přistát v Patagonii kvůli opravě. Beaufoy mezitím prozkoumávala patagonské pobřeží a lovila tuleně. Zdržení znamenalo, že zbytky zdecimovaných tuleních kolonií na Shetlandách již slovili jiní. Proto Weddell zamířil rovnou k Jižním Orknejím, kam dorazili 13. ledna 1823. Kořist byla i zde mizerná, nalezli však tuleně se zvláštními skvrnami. Když jeho lebku a kůži dovezli později do Londýna, bylo potvrzeno, že se jedná o nový druh. Byl pojmenován na počest svého objevitele Tuleň Weddellův (Leptonychotes weddellii).
Po neúspěšném hledání pevné země mezi Jižními Orknejemi a Jižními Sandwichovými ostrovy se obrátili k jihu, aby zkusili lovecké štěstí tam. Východně od Grahamovy země objevili hluboký záliv, který jim umožnil plout daleko na jih. Díky mimořádně příznivému počasí v roce 1823 nebylo moře pokryté ledem, a proto mohli 20. února 1823 dosáhnout až na 74° 15´ jižní šířky. Přestože ani zde nenalezl James Weddell pevnou zemi, výrazně překonal vzdálenost, dosaženou Jamesem Cookem v roce 1774 a stal se na 80 let jediným, kdo se dostal tak daleko na jih. Sám se mylně domníval, že až k jižnímu pólu sahá oceán. Záliv nazval na počest anglického krále Moře Jiřího IV. (později bylo jméno změněno na Weddellovo moře). Po krátké oslavě – vyvěšení vlajek a extra přídělu rumu – zamířil raději zpět k severu, aby jim led neuzavřel cestu, ačkoliv počasí jim zatím přálo.
Na zpáteční cestě se zastavili na Jižní Georgii (12. března – 17. dubna 1823) a poté přezimovali na Falklandách (11. května – 7. října 1823). V listopadu 1823 dorazili opět na Jižní Shetlandy, kde se pokoušeli nalovit ještě nějaké tuleně. Na počátku roku 1824 se obě lodi kvůli lovu opět oddělily. Beaufoy zůstala v Patagonii a Jane po průzkumu části patagonského pobřeží vyrazila 2. března zpět na Falklandy. Po návratu do Patagonie Weddell zjistil, že Beaufoy již vyrazila k Anglii (kam doplula 20. června 1824). Jane se do Londýna dostala až 9. července 1824 poté, co v bouři začala opět nabírat vodu a zdržela se opravou v Montevideo. Ze třetí výpravy nebyl dovezen téměř žádný úlovek.

## Závěr života
Dosažení takové jižní šířky vyvolalo v Anglii údiv, ale i nedůvěru. Majitelé lodí Strachan a Mitchell proto přesvědčili Weddella, aby o svých cestách napsal knihu. Ta vyšla poprvé v roce 1825, rozšířené vydání pak o dva roky později.
James Weddell byl v letech 1824 – 1829 stále kapitánem Jane a jezdil s ní jako s obchodní lodí v Atlantiku. Domovský přístav měl v Buenos Aires. V roce 1826 nabídl své služby Britskému královskému námořnictvu a chtěl se vrátit na jih. Byl však odmítnut a sám výpravu financovat nemohl. V roce 1829 začala loď Jane cestou z Buenos Aires na Gibraltar nabírat vodu v takovém množství, že musela být zanechána na Azorách v přístavu Horta. Kapitán, posádka i náklad byli převáženi jinou lodí, ale ta ztroskotala na ostrově Pico a námořníci jen stěží přežili.
O posledních letech Weddellova života je známo jen málo. Ztráta lodi, do níž investoval své peníze, jej zcela zruinovala a on se musel nechat potupně najímat jako kapitán na jiné lodi. V září roku 1830 odplul jako kapitán lodi Eliza do západní Austrálie a odtud pokračoval na Tasmánii do Hobartu (zde se setkal s Johnem Biscoe při jeho návratu z Antarktidy). Do Anglie se vrátil znovu na lodi Eliza v roce 1832. Zemřel 9. září 1834 ve věku 47 let v relativní chudobě ve svém bytě v Londýně.